# McDonnell Douglas MD-11
McDonnell Douglas MD-11 je trimotorno širokotrupno reaktivno potniško in tovorno letalo. Zasnoval ga je ameriški proizvajalec McDonnell Douglas, ki se je leta 1997 združil z Boeingom. Proizvodnja je potekala med letoma 1988 in 2000, v uporabi pa je od leta 1990.
Letalo MD-11 temelji na letalu DC-10, vendar pa ima podaljšan trup, večje in izboljšano krilo z wingleti ter nove motorje, manjši repni del in novo stekleno pilotsko kabino. Poleg tega so bili uporabljeni lažji kompozitni materiali. MD-11 ima dvočlansko posadko, saj je bila s sodobno pilotsko kabino odstranjena potreba po inženirju leta.
Program MD-11 so začeli leta 1986, čeprav si je McDonnell Douglas za novo različico letala DC-10 prizadeval že leta 1976, ko sta bili predstavljeni DC-10-10 in DC-10-30. Slednja različica bi imela kapaciteto 340 potnikov v večrazredni konfiguraciji. Predlagana je bila tudi različica DC-10 Global, ki bi konkurirala Boeingu 747SP.
Zelo priljubljena je bila tovorna različica MD-11F, ki je s kapaciteto tovora 90 ton ponujala skoraj enako kapaciteto kot zgodnji modeli Boeinga 747 pri precej manjši porabi goriva. Boeing je po prevzemu podjetja McDonnell Douglas predčasno prekinil proizvodnjo letala MD-11. Izdelanih je bilo le 200 letal. Boeing je v tem času razvil sodobnejše reaktivno letalo Boeing 777, ki je z enim motorjem manj ponujalo manjšo porabo goriva brez precejšnjega vpliva na doseg.
Potniška letala MD-11 so bila v uporabi do leta 2014. Danes v uporabi ostaja več kot 100 tovornih letal tega tipa. V zadnjem desetletju 20. stoletja in prvem desetletju 21. stoletja je bilo veliko nekdanjih potniških letal MD-11 posodobljenih in predrugačenih v tovorna letala.

## Uporaba
Letala MD-11 danes uporabljajo le še tri tovorne letalske družbe: FedEx, UPS in Western Global Airlines. Konec leta 2022 je bilo v uporabi 111 letal.
Med prvotnimi kupci letal MD-11 je bila tudi jugoslovanska letalska družba JAT, ki je v svoji floti že imela več letal DC-10. Naročila je štiri letala, tri so bila že izdelana, a jih zaradi uvedbe sankcij proti Jugoslaviji po izbruhu oboroženih spopadov nikoli niso dobavili JAT-u.
Prvo izdelano letalo MD-11 je svoj krstni polet opravilo 10. januarja 1990. Ta primerek je bil urejen kot potniško letalo, vendar pa je bil po končanju testnih poletov predrugačen v tovorno letalo in junija 1991 dobavljen letalski družbi FedEx, ki ga uporablja še danes.
Prvo potniško letalo MD-11 v komercialni uporabi je bilo dobavljeno finski letalski družbi Finnair 7. decembra 1990, prvi let s potniki pa je opravilo 20. decembra 1990 med finsko prestolnico Helsinki in kanarskim otokom Tenerife. Prva uporabnica v Združenih državah Amerike je bila letalska družba Delta Air Lines leta 1991.
Uporaba potniških letal MD-11 se je večinoma končala okoli leta 2004, ko so jih letalske družbe nadomestile s sodobnejšimi letali, kakršna so bila Airbus A330, Airbus A340 in Boeing 777. Letalski družbi China Eastern Airlines in Korean Airlines sta svoja potniška letala MD-11 predrugačili v tovorna letala, pri čemer so pri letalski družbi Korean Airlines tovrstne spremembe začeli opravljati že okoli leta 1994. V Združenih državah Amerike je letalska družba American Airlines leta 1996 začela prodajati svoja potniška letala MD-11 tovorni letalski družbi FedEx, pri čemer je bilo devetnajst potniških letal predrugačenih v tovorna letala. Tovorna letalska družba UPS je od japonske letalske družbe Japan Airlines odkupila deset potniških letal MD-11, ki so bila po letu 2000 predrugačena v tovorna letala.
Zadnje novo letalo MD-11 je bilo dobavljeno nemški tovorni letalski družbi Lufthansa Cargo januarja 2001. V uporabi je bilo do oktobra 2019, nakar je bilo vrnjeno v Združene države Amerike in predano v uporabo tamkajšnji tovorni letalski družbi UPS. Lufthansa Cargo je bila tudi zadnja evropska uporabnica letal MD-11, svoje zadnje pa je upokojila 17. oktobra 2021.
Prva uporabnica potniških letal MD-11 Finnair je v svoji floti imela sedem primerkov, ki so bili upokojeni do leta 2010, pri čemer sta bili dve letali prodani ruski letalski družbi Aeroflot in predrugačeni v tovorni letali.
Potniška letala MD-11 je zadnja uporabljala nizozemska letalska družba KLM, ki jih je upokojila po treh posebnih krožnih potovanjih, ki so bila prirejena 11. novembra 2014. Zadnji redni let z letalom MD-11 letalske družbe KLM je bil opravljen 26. oktobra 2014 med Montréalom in Amsterdamom.

## Tehnične specifikacije
|                                        | MD-11 (potniški) | MD-11CF (možnost tovora ali potnikov)                                                                                        | MD-11F (tovorni) | MD-11C (kombi potniški in tovorni hkrati)                                                                                    | MD-11ER (povečan dolet) |
| -------------------------------------- | --- | --- | --- | --- | --- |
| Število sedežev, tipično               | 410 (1 razred) 323 (2 razreda) 293 (3 razredi)                                                                               | 410 (1 razred) 323 (2 razreda) 293 (3 razredi)                                                                               | N/A (tovor) | 290 (1 razred) 214 (2 razreda) 181 (3 razredi)                                                                               | 410 (1 razred) 323 (2 razreda) 293 (3 razredi)                                                                               |
| Kapaciteta tovora                      | 32 LD3 (spodnji del) | 26 palet +32 LD3 (spodnji del)                                                                                               | 21.096 cu ft (597 m3) 26 palet na +32 LD3 (spodnji del)                                                                      | 6 palet +32 LD3 (spodnji del)                                                                                                | 32 LD3 (Spodnji del) |
| Dolžina                                | 202 ft 2 in (61,62 m) z GE motorji 200 ft 11 in (61,24 m)z PW motorji                                                        | 202 ft 2 in (61,62 m) z GE motorji 200 ft 11 in (61,24 m)z PW motorji                                                        | 202 ft 2 in (61,62 m) z GE motorji 200 ft 11 in (61,24 m)z PW motorji                                                        | 202 ft 2 in (61,62 m) z GE motorji 200 ft 11 in (61,24 m)z PW motorji                                                        | 202 ft 2 in (61,62 m) z GE motorji 200 ft 11 in (61,24 m)z PW motorji                                                        |
| Dolžina trupa                          | 192 ft 5 in (58,65 m) | 192 ft 5 in (58,65 m) | 192 ft 5 in (58,65 m) | 192 ft 5 in (58,65 m) | 192 ft 5 in (58,65 m) |
| Širina trupa                           | 19 ft 9 in (6,02 m) | 19 ft 9 in (6,02 m) | 19 ft 9 in (6,02 m) | 19 ft 9 in (6,02 m) | 19 ft 9 in (6,02 m) |
| Razpon kril                            | 169 ft 6 in (51,66 m) | 169 ft 6 in (51,66 m) | 169 ft 6 in (51,66 m) | 169 ft 6 in (51,66 m) | 169 ft 6 in (51,66 m) |
| Površina kril                          | 3.648 sq ft (338,9 m2) including winglets                                                                                    | 3.648 sq ft (338,9 m2) including winglets                                                                                    | 3.648 sq ft (338,9 m2) including winglets                                                                                    | 3.648 sq ft (338,9 m2) including winglets                                                                                    | 3.648 sq ft (338,9 m2) including winglets                                                                                    |
| Višina                                 | 57 ft 9 in (17,60 m) | 57 ft 9 in (17,60 m) | 57 ft 9 in (17,60 m) | 57 ft 9 in (17,60 m) | 57 ft 9 in (17,60 m) |
| Maks. vzletna teža (MTOW)*             | standard: 602.500 lb (273.300 kg) težki 630.500 lb (286.000 kg)                                                              | standard: 625.000 lb (283.000 kg) težki 630.500 lb (286.000 kg)                                                              | standard: 610.000 lb (280.000 kg) težki 630.500 lb (286.000 kg)                                                              | standard: 610.000 lb (280.000 kg) težki 630.500 lb (286.000 kg)                                                              | 630.500 lb (286.000 kg) |
| Maks. pristajalna teža                 | 430.000 lb (200.000 kg) | 471.500 lb (213.900 kg) optional: 481.000 lb (218.000 kg) (218,405 kg)                                                       | 491.500 lb (222.900 kg) | 458.000 lb (208.000 kg) | 491.500 lb (222.900 kg) |
| Opericijska prazna teža                | 283.975 lb (128.809 kg) | 288.296 lb (130.769 kg) | 248.567 lb (112.748 kg) | 283.975 lb (128.809 kg) | 291.120 lb (132.050 kg) |
| Maks. količina goriva                  | 38.615 US gal (146.170 L) | 38.615 US gal (146.170 L) | 38.615 US gal (146.170 L) | 38.615 US gal (146.170 L) | 41.520 US gal (157.200 L) |
| Vzletna razdalja pri maks. teži (MTOW) | 10.300 ft (3.100 m) | 10.300 ft (3.100 m) | 10.300 ft (3.100 m) | 10.300 ft (3.100 m) | 10.300 ft (3.100 m) |
| Maks. dolet (maks.tovor)               | 6.840 nmi (12.670 km) | potniški: 6.840 nmi (12.670 km) tovorni: 3.950 nmi (7.320 km)                                                                | 3.950 nmi (7.320 km) | 6.720 nmi (12.450 km) | 7.240 nmi (13.410 km) |
| Maks. hitrost                          | 0.88 Mach (587 mph, 945 km/h, 520 kn)                                                                                        | 0.88 Mach (587 mph, 945 km/h, 520 kn)                                                                                        | 0.88 Mach (587 mph, 945 km/h, 520 kn)                                                                                        | 0.88 Mach (587 mph, 945 km/h, 520 kn)                                                                                        | 0.88 Mach (587 mph, 945 km/h, 520 kn)                                                                                        |
| Potovalna hitrost                      | 0.82 Mach (544 mph, 876 km/h, 473 kn)                                                                                        | 0.82 Mach (544 mph, 876 km/h, 473 kn)                                                                                        | 0.82 Mach (544 mph, 876 km/h, 473 kn)                                                                                        | 0.82 Mach (544 mph, 876 km/h, 473 kn)                                                                                        | 0.82 Mach (544 mph, 876 km/h, 473 kn)                                                                                        |
| Največje višina leta                   | 43.000 ft (13.000 m) | 43.000 ft (13.000 m) | 43.000 ft (13.000 m) | 43.000 ft (13.000 m) | 43.000 ft (13.000 m) |
| Motorji (3x)                           | Pratt & Whitney PW4460 - 60.000 lbf (270 kN) PW4462 - 62.000 lbf (280 kN) General Electric CF6-80C2D1F - 61.500 lbf (274 kN) | Pratt & Whitney PW4460 - 60.000 lbf (270 kN) PW4462 - 62.000 lbf (280 kN) General Electric CF6-80C2D1F - 61.500 lbf (274 kN) | Pratt & Whitney PW4460 - 60.000 lbf (270 kN) PW4462 - 62.000 lbf (280 kN) General Electric CF6-80C2D1F - 61.500 lbf (274 kN) | Pratt & Whitney PW4460 - 60.000 lbf (270 kN) PW4462 - 62.000 lbf (280 kN) General Electric CF6-80C2D1F - 61.500 lbf (274 kN) | Pratt & Whitney PW4460 - 60.000 lbf (270 kN) PW4462 - 62.000 lbf (280 kN) General Electric CF6-80C2D1F - 61.500 lbf (274 kN) |